# 圣拉斐尔县 (法国)
圣拉斐尔县（法語：canton de Saint-Raphaël）是法国瓦尔省的一个县（省级选区），中央投票站位于圣拉斐尔。该县涵盖3个市镇，其中弗雷瑞斯仅涵盖北部。